# Dinamica

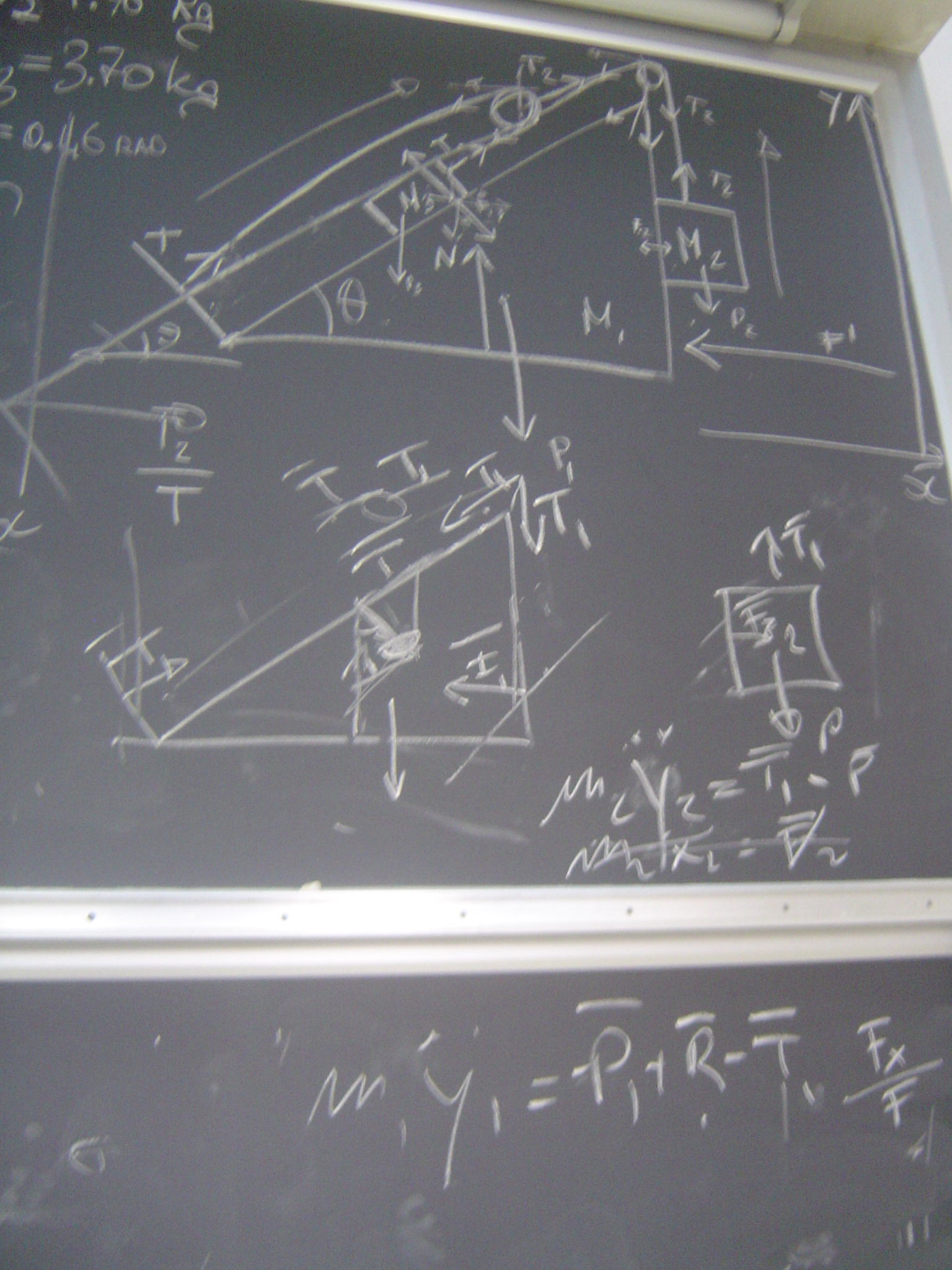
Il problema del piano inclinato è un esempio elementare di applicazione della meccanica newtoniana

In fisica, la dinamica è il ramo della meccanica newtoniana che si occupa dello studio del moto dei corpi a partire dalle sue cause (forze) o, in termini più concreti, delle circostanze che lo determinano e lo modificano nel tempo e nello spazio del suo sistema di riferimento. Il termine deriva dal latino dynamica, neologismo introdotto da Leibniz nell'opera intitolata Dynamica de potentia et legibus naturae corporeae (1690).
Secondo l'intuizione fondamentale di Galileo e Newton, le forze non sono la causa del moto, ma producono una variazione dello stato di moto, ovvero un'accelerazione; questa intuizione equivale ad affermare la relatività del movimento; un osservatore può determinare il suo stato di quiete o di moto solo relativamente ad altri corpi, o altri osservatori; per questo è possibile parlare delle cause che variano il moto, ma non delle cause del moto.
Lo studio della dinamica si conduce innanzitutto riferendosi a un'entità astratta, dotata di massa, ma con dimensioni trascurabili: il punto materiale; tutte le leggi riferite al punto materiale possono essere poi estese ai corpi reali, dotati di massa e di dimensioni finite, interpretati come sistemi di punti materiali; un modello più raffinato è quello di corpo rigido, definito come un sistema di punti materiali dove le distanze relative tra i punti costituenti non variano nel tempo; nel caso in cui questa condizione non sia verificata, si entra nel campo della dinamica dei corpi deformabili.

## Grandezze principali

### Quantità di moto e momento angolare
La quantità di moto {\displaystyle \mathbf {p} } di un corpo viene definita come la sua massa per la sua velocità:
{\displaystyle \mathbf {p} =m\mathbf {v} }
La variazione di quantità di moto è detta impulso. Il momento della quantità di moto è detto momento angolare {\displaystyle \mathbf {L} }:
{\displaystyle \mathbf {L} =r\times \mathbf {p} =r\times m\mathbf {v} }
Nel caso in cui la velocità rappresenti una velocità tangenziale {\displaystyle \mathbf {v} _{\vartheta }} di un corpo in rotazione e il braccio {\displaystyle r} coincida con il raggio {\displaystyle R} si ha che:
{\displaystyle \mathbf {L} =R\times m\mathbf {v} _{\vartheta }=R\times m(R\times {\boldsymbol {\omega }})=mR^{2}\cdot {\boldsymbol {\omega }}=I\cdot {\boldsymbol {\omega }}}
dove rappresenta {\displaystyle {\boldsymbol {\omega }}} la velocità angolare e {\displaystyle I} il momento di inerzia di massa.

### Forza e momento meccanico
La forza {\displaystyle \mathbf {F} } può essere definita come derivata della quantità di moto (si veda in proposito il secondo principio della dinamica di Newton), mentre la derivata del momento angolare, ovvero il momento della forza, è detta momento meccanico {\displaystyle \mathbf {M} }:
{\displaystyle \mathbf {F} ={\frac {\mathrm {d} \mathbf {p} }{\mathrm {d} t}};\qquad \mathbf {M} ={\frac {\mathrm {d} \mathbf {L} }{\mathrm {d} t}}}

### Derivate successive
È possibile in linea di principio definire le derivate successive delle grandezze succitate. Tuttavia, esattamente come le corrispondenti grandezze della cinematica – la cui nomenclatura viene definita «qualcosa di alquanto faceto» – non vi è, anche in ambito anglosassone, un accordo sulla terminologia da utilizzare per indicarle. Infatti, tolto lo strattone {\displaystyle \mathbf {Y} } (in inglese yank) e il rotatum {\displaystyle \mathbf {P} }, rispettivamente le derivate terze della quantità di moto e del momento angolare, nessuna delle proposte avanzate ha incontrato larga diffusione, anche a causa del fatto che queste grandezze non sono di grande interesse fisico.

## Principi base

### Principio di relatività galileiana
Principio di relatività galileiana

«Le leggi fisiche sono covarianti in tutti i sistemi di riferimento inerziali, ovvero sono invarianti per trasformazioni galileiane.»
Nel costruire una qualsiasi teoria è indispensabile determinare le condizioni sotto le quali due osservatori vedono i fenomeni evolversi nel medesimo modo, e quindi possono descriverli con le medesime leggi. Nell'ambito della meccanica classica, due osservatori che effettuano contemporaneamente una misura mentre sono in moto relativo traslatorio rettilineo uniforme, possono tradurre i dati di posizione e di velocità osservati dall'uno nei corrispondenti dati misurati dall'altro, attraverso le trasformazioni galileiane.
Questi osservatori si dicono osservatori inerziali, o osservatori galileiani, e il sistema di riferimento in cui vengono inseriti è un sistema di riferimento inerziale.

### Principi della dinamica di Newton

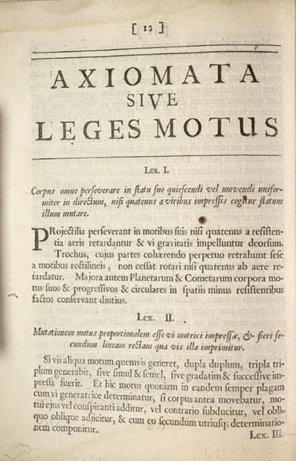
Le prime due leggi dei Principia Mathematicae di Isaac Newton

Isaac Newton recepì le basi concettuali della dinamica già da studente nel saggio Delle riflessioni del gennaio 1665, manoscritto sul suo Waste Book. Tuttavia egli le pose per la prima volta in maniera sintetica e completa nel 1687 con la pubblicazione della sua opera fondamentale, Philosophiae Naturalis Principia Mathematica, noto anche come Principia. Nella prima parte di quest'opera, dopo le definizioni dei concetti fondamentali di massa, quantità di moto, e forza, vengono introdotti i tre assiomi, o leggi, del moto secondo Newton.

#### Primo principio
Primo principio della dinamica

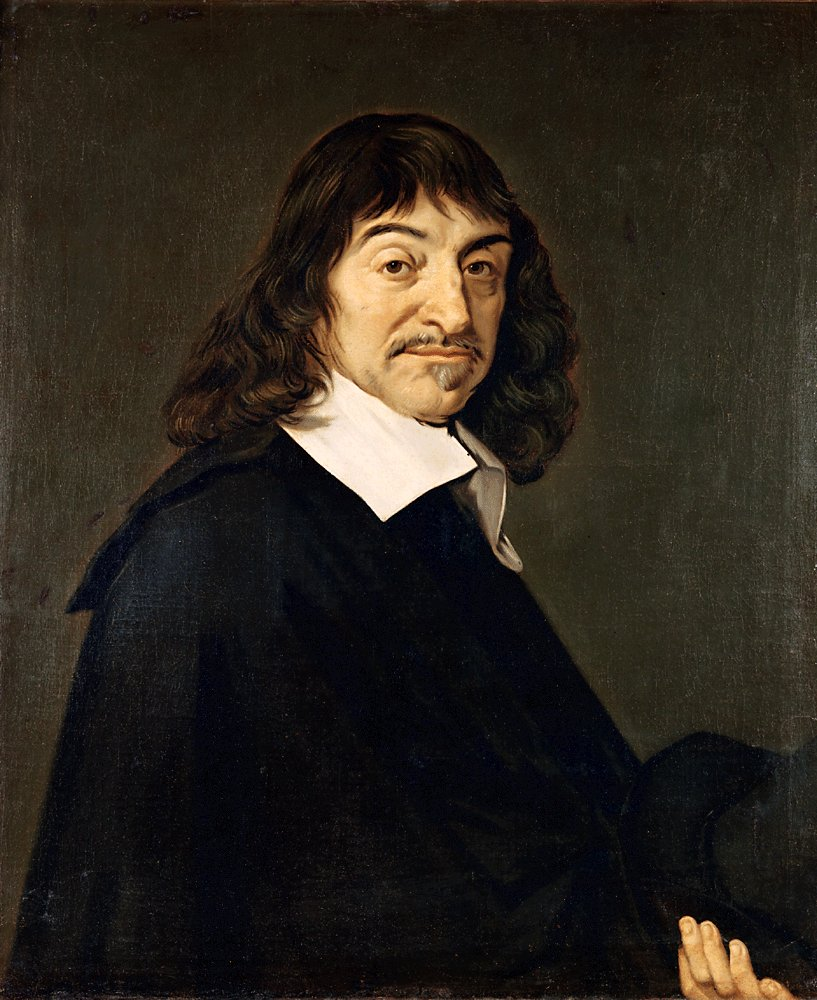
René Descartes

«In un sistema inerziale, un corpo libero o in equilibrio, cioè non sottoposto ad alcuna interazione reale o a un sistema di interazioni reali con risultante nulla, mantiene il suo stato di moto rettilineo uniforme o di quiete finché una forza esterna non agisca su di esso variando tale moto.»
Questa legge è nota anche con il nome di principio di inerzia ed è una diretta conseguenza del principio di relatività galileiana; infatti, un corpo sul quale non agisce nessuna forza e nessun momento è fermo rispetto al proprio sistema di riferimento, mentre è in moto rettilineo uniforme rispetto a un altro sistema di riferimento che si muove di moto rettilineo uniforme rispetto al primo. Pertanto, formulazioni parziali di questo principio si riscontrano nel Discorso sui massimi sistemi (1632) di Galileo Galilei e nelle opere di fisica di René Descartes. 
La dimostrazione di questo principio si ha ponendo nulle le risultanti delle forze {\displaystyle \mathbf {F} ^{({\text{R}})}} e dei momenti {\displaystyle \mathbf {M} ^{({\text{R}})}} rispetto a un polo {\displaystyle O}:
{\displaystyle {\begin{aligned}&\mathbf {F} ^{({\text{R}})}=\sum _{i=1}^{n}\mathbf {F} _{i}=\sum _{i=1}^{n}m\mathbf {a} _{i}=0\\&\mathbf {M} ^{({\text{R}})}=\sum _{i=1}^{n}\mathbf {M} _{i}=\sum _{i=1}^{n}\mathbf {r} _{i}\times m\mathbf {a} _{i}=0\\\end{aligned}}\iff \mathbf {a} _{i}=0\quad \forall i}
La prima legge non è valida in tutti i sistemi di riferimento, ma solo nei sistemi di riferimento che si muovono di moto rettilineo uniforme, ovvero i sistemi inerziali; infatti essa consente di definire in modo univoco tali sistemi di riferimento.

#### Secondo principio
Secondo principio della dinamica

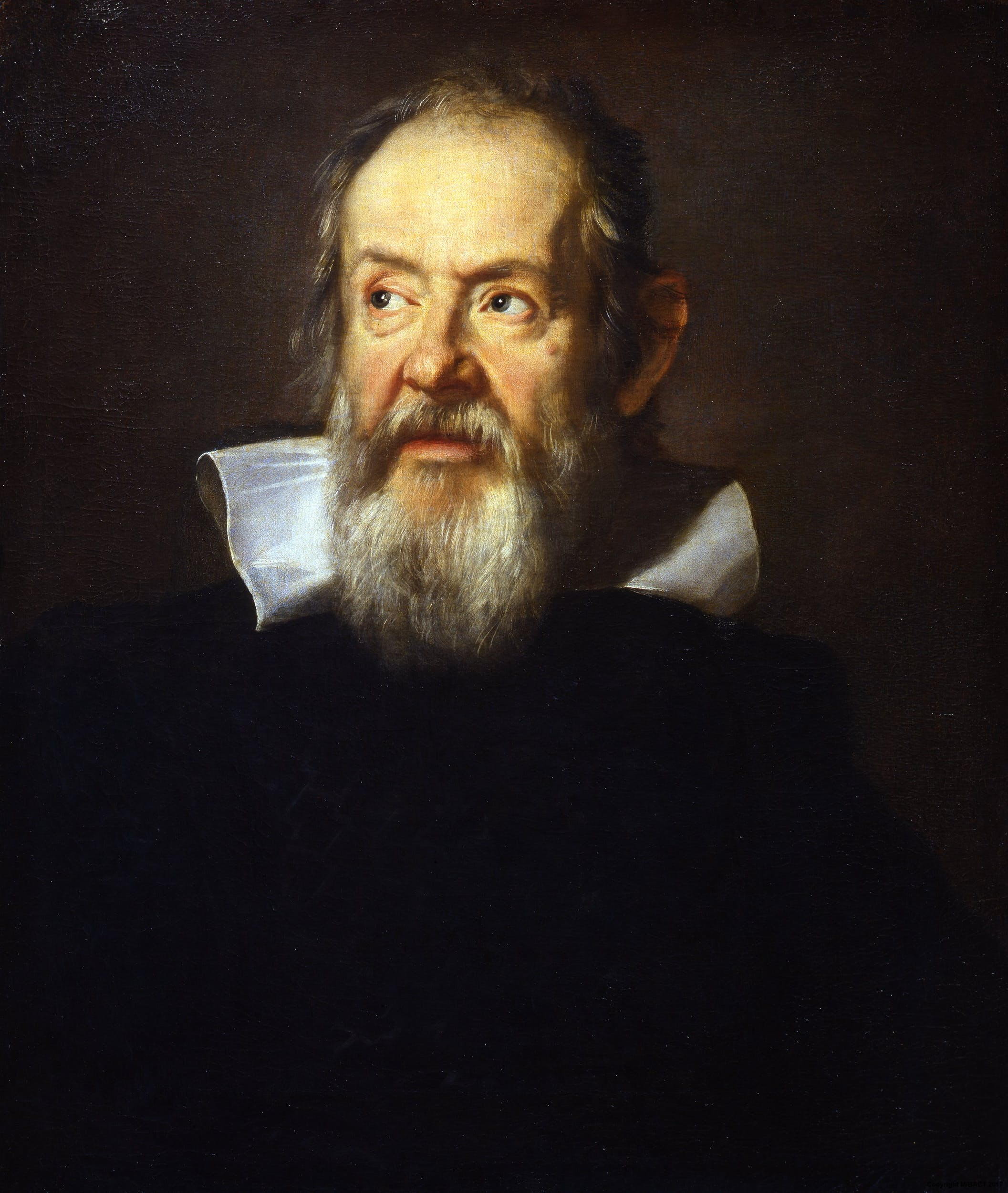
Galileo Galilei

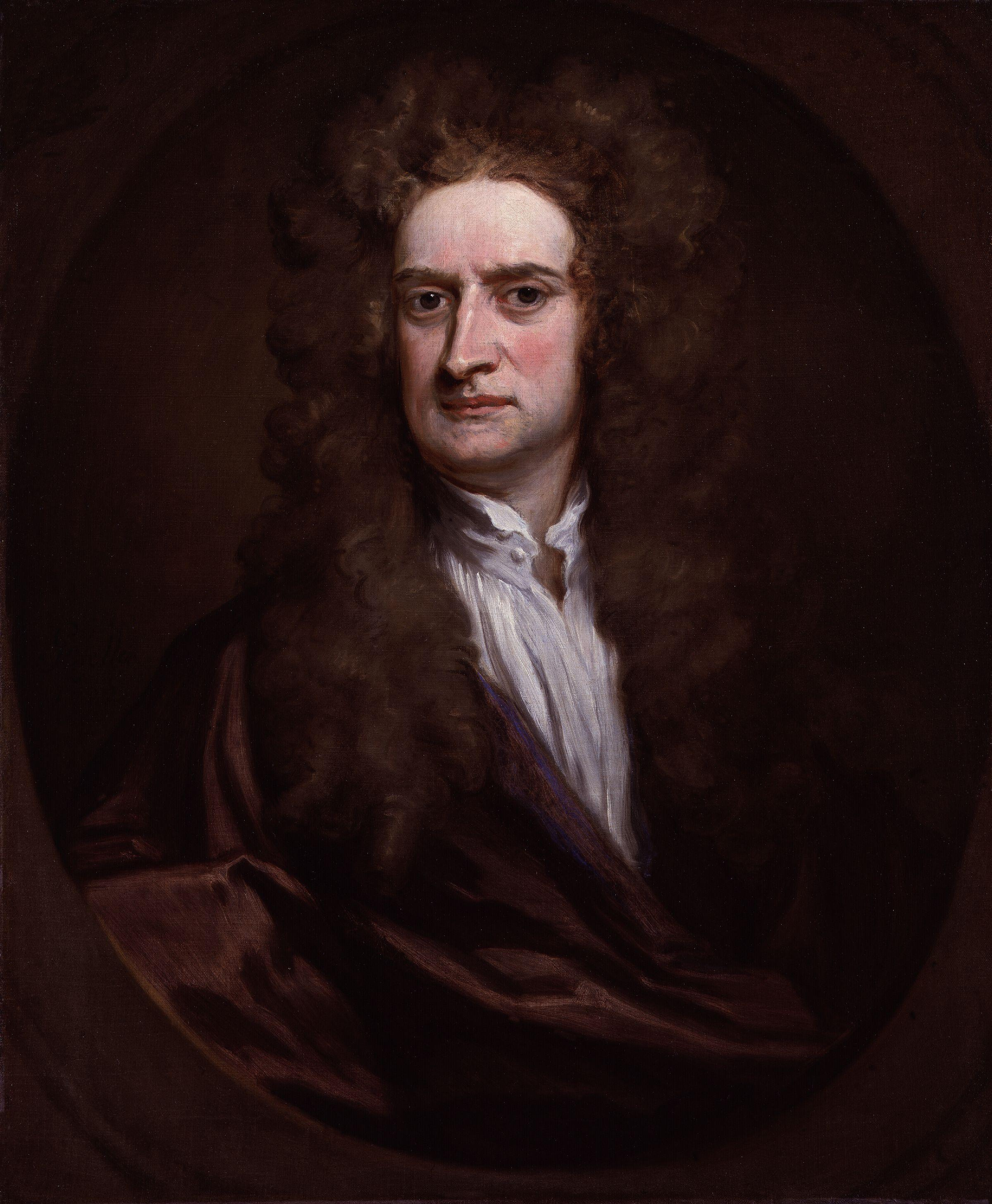
Isaac Newton

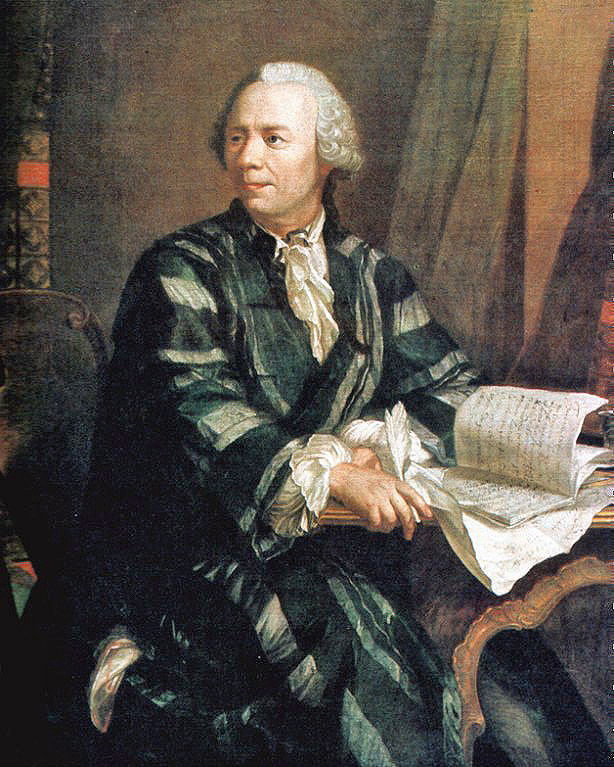
Leonhard Euler

«Una forza impressa a un corpo produce una variazione della sua quantità di moto nella direzione e nel verso della forza in maniera direttamente proporzionale alla forza applicata.»
Dato un punto materiale, o un corpo, con quantità di moto {\displaystyle \mathbf {p} }, secondo la prima equazione cardinale della dinamica di Leonhard Euler, la forza risulta la derivata della quantità di moto rispetto al tempo. Supponendo che la massa del punto materiale, o del corpo, in esame sia costante, si ottiene la formulazione più comune di questo principio, espressa già da Newton e da Eulero, attraverso la seguente equazione:
{\displaystyle \mathbf {p} =m\mathbf {v} \implies \mathbf {F} ={\frac {\mathrm {d} \mathbf {p} }{\mathrm {d} t}}={\frac {\mathrm {d} (m\mathbf {v} )}{\mathrm {d} t}}=m{\frac {\mathrm {d} \mathbf {v} }{\mathrm {d} t}}=m\mathbf {a} }
mentre dal punto di vista rotazionale si ha che:
{\displaystyle \mathbf {L} =I\cdot {\boldsymbol {\omega }}\implies \mathbf {M} ={\frac {\mathrm {d} \mathbf {L} }{\mathrm {d} t}}={\frac {\mathrm {d} (I{\boldsymbol {\omega }})}{\mathrm {d} t}}=I{\frac {\mathrm {d} {\boldsymbol {\omega }}}{\mathrm {d} t}}=I\cdot {\boldsymbol {\alpha }}}
Pertanto, in questo caso la massa inerziale assume il ruolo di una costante di proporzionalità. L'introduzione del concetto di massa inerziale è la chiave di volta del secondo principio ed è possibile vedere in esso una definizione della massa stessa, la quale è una proprietà intrinseca del corpo e dà una misura dell'inerzia del corpo, cioè la tendenza di un corpo a opporsi a una qualunque variazione della velocità. Da un confronto tra la prima e la seconda legge, si può interpretare la prima legge come un caso particolare della seconda. 

#### Terzo principio
Terzo principio della dinamica
«In un sistema di riferimento inerziale, la quantità di moto e il momento angolare totale rispetto a un polo fisso di un sistema dinamico libero o in equilibrio si conservano.»
Questa legge è anche nota con il nome di principio di azione e reazione, dove per "azione" s'intendono le forze e i momenti reali. Essa riconosce in primo luogo il fatto che le forze e i momenti nascono sempre dall'interazione tra due corpi. In termini matematici, se su un sistema formato da due punti materiali, o due corpi, non agiscono forze o momenti esterni, risulta che:
{\displaystyle {\frac {\mathrm {d} \mathbf {p} }{\mathrm {d} t}}=0,\quad {\frac {\mathrm {d} \mathbf {L} }{\mathrm {d} t}}=0;},
ovvero la quantità di moto e il momento angolare, ovvero il momento della quantità di moto, del sistema rimangono costanti. Ne segue che nel tempo in cui avviene l'interazione tra i due corpi, la variazione della quantità di moto e del momento angolare del primo corpo devono equilibrare quelle del secondo corpo. Supponendo le masse costanti e il polo, rispetto al quale è calcolato il momento angolare, immobile si ha:
{\displaystyle \Delta \mathbf {p} _{12}=-\Delta \mathbf {p} _{21}\qquad \Delta \mathbf {L} _{12}=-\Delta \mathbf {L} _{21}}
Derivando ambo i membri di entrambe le equazioni rispetto al tempo, sempre per la seconda legge, si ottiene:
{\displaystyle \mathbf {F} _{12}=-\mathbf {F} _{21}\qquad \mathbf {M} _{12}=-\mathbf {M} _{21}}
dove {\displaystyle \mathbf {F} _{12}} e {\displaystyle \mathbf {M} _{12}} sono la forza e il momento esercitati dal secondo corpo sul primo e {\displaystyle \mathbf {F} _{21}} e {\displaystyle \mathbf {M} _{21}} sono la forza e il momento esercitati dal primo corpo sul secondo.

## Applicazioni dei principi della dinamica

### Problema generale della dinamica
Il problema generale della dinamica riguarda, in fisica, la risoluzione dell'equazione differenziale che lega la forza, o termine forzante, alle variazioni nel tempo dello spostamento prodotto dalla forza stessa secondo quanto espresso dal secondo principio della dinamica di Newton, {\displaystyle \mathbf {F} =m\mathbf {a} }. Il risultato è il calcolo dell'equazione oraria del moto considerato e/o della traiettoria (vettore posizione nel tempo).

### Dinamica del punto materiale
Un corpo può essere considerato con una buona approssimazione un punto materiale quando le sue dimensioni sono trascurabili rispetto alle dimensioni della sua traiettoria. Nel caso in cui la massa del corpo rimanga costante durante il moto, l'equazione del moto può essere scritta nella forma:
{\displaystyle \mathbf {F} (t)={\frac {\mathrm {d} \mathbf {p} (t)}{\mathrm {d} t}}={\frac {\mathrm {d} \left[m\mathbf {v} (t)\right]}{\mathrm {d} t}}=m{\frac {\mathrm {d} \mathbf {v} (t)}{\mathrm {d} t}}=m\mathbf {a} (t)},
essendo {\displaystyle \mathbf {a} (t)} l'accelerazione istantanea del corpo. Quest'ultima equazione è forse la forma più diffusa e più nota dei principi della dinamica: ricordiamo ancora che essa è valida solo nel caso di un corpo di massa costante.
- Il principio di inerzia costituisce quindi un caso particolare della seconda legge della dinamica;
- Se sul corpo non agiscono forze, oppure se tutte le forze che agiscono sul corpo hanno risultante nulla, allora il corpo mantiene invariato il suo stato, quindi anche l'accelerazione è nulla ({\displaystyle \mathbf {a} =0}), ovvero la velocità rimane costante nel tempo ({\displaystyle \mathbf {v} =\mathbf {v} _{0}}): 
  - se {\displaystyle \mathbf {v} _{0}=0} lo stato è di quiete
  - se {\displaystyle \mathbf {v} _{0}\neq 0} lo stato è di moto rettilineo uniforme
- Se sul corpo agisce una forza costante nel tempo, allora anche l'accelerazione è costante e il corpo si muove di moto uniformemente accelerato.

Se la forza è una funzione nota del tempo {\displaystyle t}, della posizione {\displaystyle \mathbf {r} } oppure della velocità {\displaystyle \mathbf {v} }, allora l'equazione del moto rappresenta un'equazione differenziale, la cui soluzione rappresenta la traiettoria del punto materiale in funzione del tempo: {\displaystyle \mathbf {r} =\mathbf {r} (t)}.
Ad esempio, nel caso di una forza elastica che segue la legge di Hooke, considerando il caso unidimensionale per cui {\displaystyle F=-kx}, la soluzione dell'equazione di moto è un'oscillazione periodica di periodo {\displaystyle T=2\pi {\sqrt {\tfrac {m}{k}}}}, detta oscillazione armonica, oppure moto armonico.

### Dinamica di un corpo rigido attorno a un asse fisso
Nel caso di un corpo rigido di massa {\displaystyle m}, vincolato a un particolare asse di rotazione {\displaystyle {\hat {z}}}, l'equazione del moto assume la forma:
{\displaystyle \mathbf {M} _{\hat {z}}(t)={\frac {\mathrm {d} \mathbf {L} _{\hat {z}}(t)}{\mathrm {d} t}}}
essendo {\displaystyle \mathbf {M} _{\hat {z}}} il momento meccanico e {\displaystyle \mathbf {L} _{\hat {z}}} il momento angolare entrambi rispetto all'asse {\displaystyle {\hat {z}}}. Poiché il momento angolare può essere espresso in funzione del momento di inerzia del corpo
{\displaystyle \mathbf {L} _{\hat {z}}(t)=I_{\hat {z}}{\boldsymbol {\omega }}(t)},
essendo {\displaystyle {\boldsymbol {\omega }}} la velocità angolare istantanea di rotazione attorno all'asse {\displaystyle {\hat {z}}}, se non varia la massa o la distribuzione della massa intorno all'asse di rotazione, allora il momento di inerzia non cambia durante il moto, quindi l'equazione di moto può essere scritta nella forma:
{\displaystyle \mathbf {M} _{\hat {z}}=I_{\hat {z}}{\frac {\mathrm {d} \mathbf {\omega } (t)}{\mathrm {d} t}}=I_{\hat {z}}{\dot {\boldsymbol {\omega }}}(t)},
essendo {\displaystyle {\dot {\boldsymbol {\omega }}}} l'accelerazione angolare.

## Dinamica e leggi di conservazione
La dinamica può essere formulata in modo complementare rispetto all'equazione del moto attraverso le leggi di conservazione:
- la legge di conservazione della quantità di moto;
- la legge di conservazione del momento angolare;
- la legge di conservazione dell'energia.